# Дослідний зразок

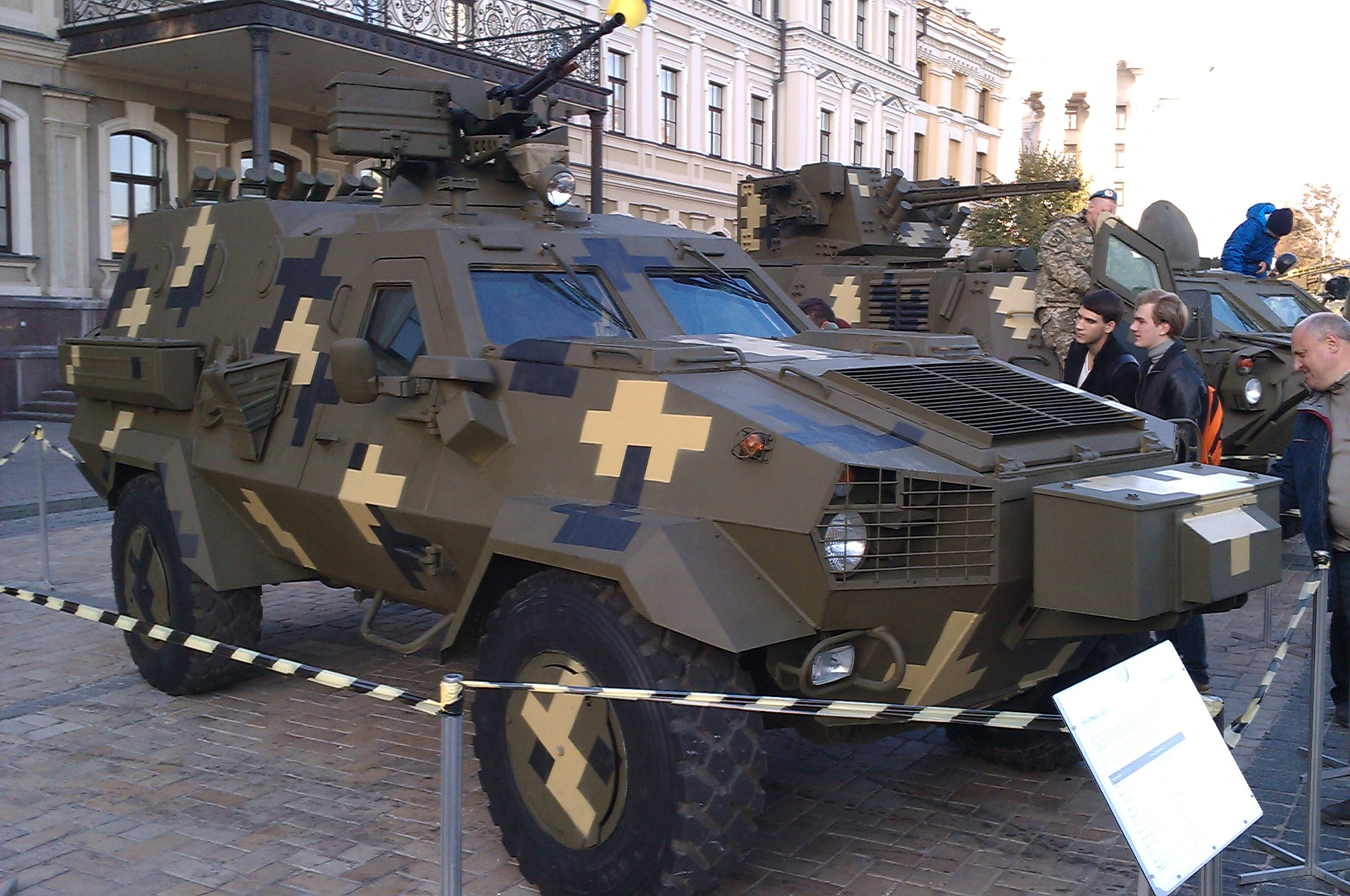
Дослідний зразок бронетранспортера «Дозор-Б» на виставці «Сила нескорених» до Дня захисника України (2015)

До́слідний зразо́к (виробу) (англ. pilot sample) — зразок продукції, виготовлений за наново розробленою документацією для перевірки шляхом випробувань відповідності її заданим технічним вимогам з метою прийняття рішення про можливість впровадження у виробництво і (чи) використання за призначенням.
Сукупність дослідних зразків виробу, виготовлених за встановлений інтервал часу, називається дослідною партією.

## Призначення дослідного зразка
При виготовленні дослідного зразка відбувається одночасно перевірка основної ідеї конструкції виробу й коригування креслеників. В цей же час розробляється технологія серійного виробництва, проектується необхідне технологічне оснащення. Проектування технології та оснащення також викликає необхідність деяких змін і уточнень до конструкторської документації, спрямованих на підвищення технологічності конструкції і забезпечення технологічності складання виробу.
Для дрібносерійного та одиничного виробництва продукції, при тривалому циклі її виготовлення та монтажу, виготовлення дослідного зразка не передбачається. У даному разі випускається головний зразок — перший екземпляр виробу, виготовлений за новоствореною документацією для застосування замовником з одночасним відпрацюванням конструкції і технологічної документації для виробництва і експлуатації решти виробів даної партії чи серії.

## Роль і місце дослідного зразка у проектуванні виробу
Проектування і виготовлення дослідного зразка (дослідної партії) проводиться на стадії розроблення робочої документації виробу і може передбачати до п'яти етапів.
На першому етапі розробляють конструкторську документацію для виготовлення дослідної партії (дослідного зразка). Одночасно визначають можливість одержання від постачальників деяких деталей і вузлів, блоків (комплектуючих). Всю документацію передають в експериментальний цех для виготовлення нею дослідної партії (дослідного зразка).
На другому етапі здійснюють виготовлення і заводські випробування дослідної партії (дослідного зразка). Зазвичай, проводять заводські механічні, електричні, кліматичні й інші випробування.
Третій етап полягає у коригуванні технічної документації за результатами заводських випробувань дослідних зразків.
Якщо виріб проходить державні випробування (четвертий етап), то в процесі цих випробувань уточнюються параметри і показники виробу в реальних умовах експлуатації, виявляються всі недоліки, які згодом усуваються.
П'ятий етап полягає у коригуванні документації за результатами державних випробувань і узгодженні з технологами питань, що стосуються шорсткості поверхонь, точності виготовлення, допусків і посадок.